# Mini album
Mini album (ali pisano skupaj: minialbum), angl. extended play (pogosto okrajšano EP, dobesedno podaljšano predvajanje), je format izdaje del v glasbeni industriji, ki je daljši od singla in krajši od albuma polne dolžine. 
Prvi EP-ji so bili v obliki sedempalčnih vinilnih plošč, na katerih je bilo 4 do 6 skladb. Po tehnični plati so bili podobni singlom, vendar so kmalu prerasli v samostojen tip izdaje. Posebej so postali priljubljeni med neuveljavljenimi skupinami na punk rock sceni; te skupine pogosto niso imele dovolj denarja za izdajo polnega albuma, poleg tega pa je v tem slogu težko ustvariti dovolj materiala za album, saj so zanj značilne hitre in zelo kratke skladbe. Iz časov vinilnih plošč se je v punk rocku do danes ohranila tudi tradicija split-EP-jev (»razdeljenih EP-jev«), pri katerih gre za skupno izdajo dveh skupin s po nekaj skladbami na vsaki strani plošče. Danes izdajajo EP-je tudi bolj znani »mainstream« glasbeniki kot alternativo singlom.
V glasbeni industriji se pri meritvah prodaje EP-ji ne obravnavajo kot ločena kategorija. Britanska lestvica (UK Albums Chart) postavlja spodnjo mejo za album na 4 pesmi in dolžino 25 minut, kar mnogi EP-ji presegajo. Alice in Chains so leta 1994 postali prva skupina z EP-jem na vrhu Billboardove lestvice albumov.